# Compiuta Donzella
Compiuta Donzella, aussi connue sous le nom Compiuta Donzella di Firenze, est une poétesse ayant vécu à Florence, en Toscane, dans la seconde moitié du XIIIe siècle. Elle est l’une des premières femmes connues à avoir écrit de la poésie en langue italienne. Son identité demeure inconnue, ne sachant pas s’il s’agit d’un nom de plume ou de son véritable nom. Ses années de naissance et de décès demeurent inconnues. Trois de ses sonnets ont subsisté dans un seul exemplaire d’un manuscrit ayant été produit à son époque. Des experts ont longtemps soupçonné qu’un ou plusieurs hommes se cachaient derrière ce pseudonyme, mais l’existence de la poétesse n’est plus remise en doute depuis le milieu du XXe siècle. 

## Éléments biographiques

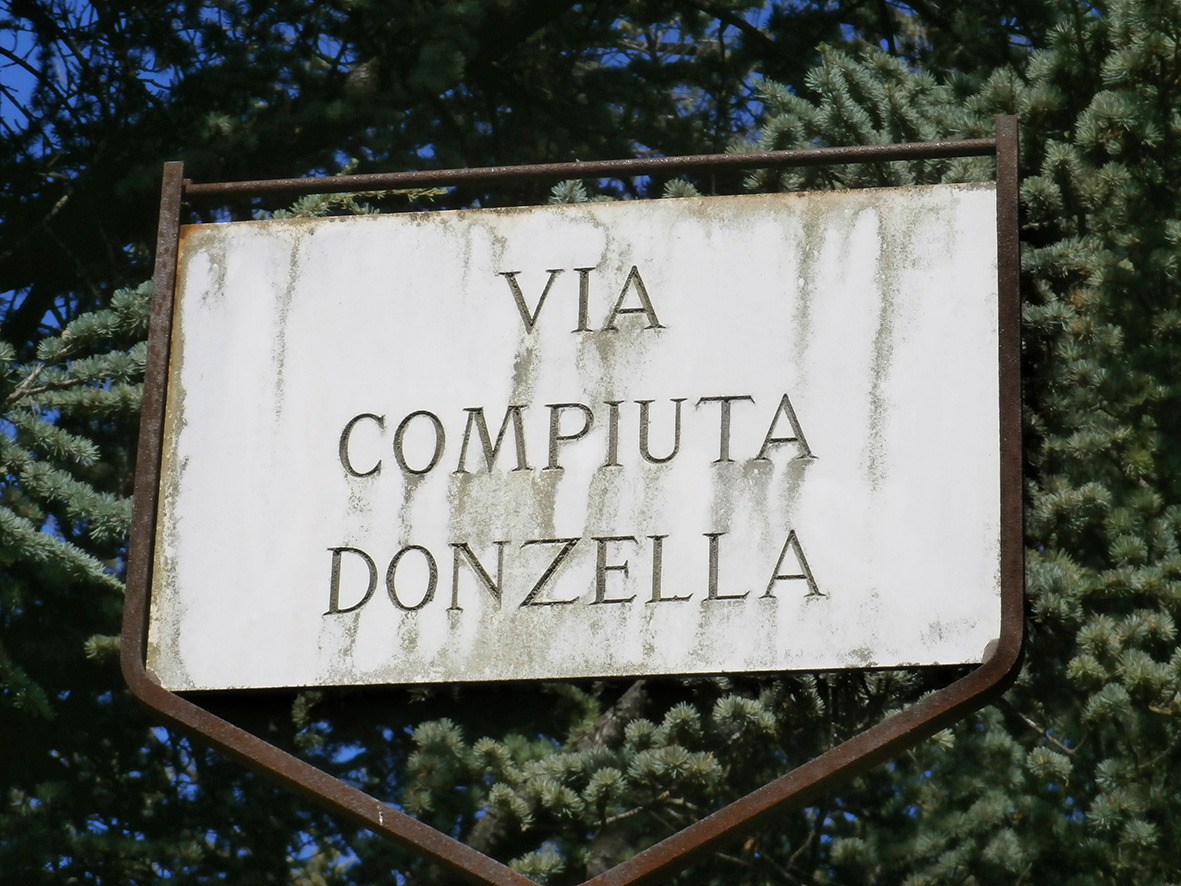

Compiuta Donzella di Firenze n’a laissé aucune trace de son existence, outre les trois sonnets attribués à ce nom. Il n’existe aucune donnée biographique ni aucun autre poème pour attester de son identité, de son travail d’écriture ou de l'âge qu'elle avait. Seul le nom inscrit dans le manuscrit comportant ses trois sonnets permet de l’identifier par son nom réel ou un surnom, ainsi que sa ville de provenance ou de résidence. Le nom sous lequel elle est connue signifie « jeune femme accomplie de Florence ». 
Compiuta et Donzella sont aussi des termes qui sont utilisés à l’époque de la poétesse. Le premier se dit de quelque chose de terminé ou de complété. Le deuxième provient de l’ancien provençal donsela qui désigne une jeune femme non mariée. Il s’agit de véritable prénom et nom qui sont portés à cette même époque, il est donc possible qu’il puisse d’agir de son nom légal. Les thèmes abordés dans les trois sonnets peuvent nous renseigner sur sa vie courante, notamment son rang social ou sa situation maritale. Il est toutefois impossible de vérifier s’il s’agit de vers autobiographiques ou fictifs. Nul ne sait si elle décrit sa vie et ses sentiments personnels ou si elle s’inspire de situations vécues par d’autres femmes de son entourage. 
Elle est l’une des trois femmes connues à avoir écrit de la poésie en italien au XIIIe siècle, les deux autres étant Gaia de Camino et Nina Siciliana. Ces trois femmes ont d’ailleurs tenu le titre de la première poétesse italienne à tour de rôle, en raison des nombreux questionnements à leur sujet, autant par leurs contemporains que par les experts en littérature ou les historiens dans les siècles subséquents. Non seulement des doutes étaient soulevés sur la légitimité de leur travail, qui était parfois attribué à des auteurs masculins, mais également sur le fait qu’elles aient réellement existé. 

## Œuvres
Les trois textes n’ont pas de titres, sont référées dans les études par leur premier vers respectif. Ils sont écrits à la première personne et personnifient la voix ou bien les pensées d’une jeune femme, celle de l’auteure ou d’une tierce personne. Les deux premiers sonnets sont des œuvres singulières tandis que la troisième constitue une réponse à un admirateur anonyme et fait partie d’un échange de sonnets, appelé tenzone. Ils auraient été composés dans la seconde moitié du XIIIe siècle, vers les années 1270.

### Sonnets

#### A la stagion che 'l mondo foglia e fiora
Le premier sonnet offre un contraste entre l'état d'esprit du personnage, en comparaison à son environnement. Malgré les premiers vers qui laissent entrevoir un optimisme face à l’arrivée du printemps, l’inspiration pour ce poème n’est pas teintée de joie, mais plutôt de chagrin. Il y a d’abord une description de l’éveil de la faune et de la flore lors de l’arrivée du printemps. On retrouve un sentiment de légèreté, les oiseaux chantent et les gens tombent amoureux les uns des autres. Ce n’est toutefois pas le sentiment décrit par cette voix féminine. Elle démontre une opposition avec le renouveau amené par le changement de saison, non seulement avec les feuilles et les fleurs qui poussent à nouveau, mais avec les sentiments amoureux des personnes honorables qui choisissent un compagnon ou une compagne. Même l’arrivée du printemps n’arrive pas à la rendre joyeuse, ce sont plutôt la douleur et les larmes qui prennent toute la place dans son esprit. Elle se dit victime d’une injustice de la part de son père, car un mariage arrangé semble se dessiner dans son avenir rapproché, mais elle n’a aucun désir de lui obéir et est préoccupée par le sort qui l’attend.

#### Lasciar vorria lo mondo e Dio servire
Dans ce deuxième sonnet, la voix féminine émet clairement son souhait de quitter le monde laïque pour consacrer sa vie à Dieu. Elle se plaint de la dégradation de son monde, car elle constate que la noblesse a généralement fait place à la méchanceté et la tromperie. Son père refuse sa demande, car il planifie de l’offrir en mariage, mais l’identité de cet homme n’est pas encore connue. Cela rend la femme très craintive quant à son avenir, car elle ne veut absolument pas se marier et souhaiterait pouvoir décider de son propre avenir sans devoir demander l'approbation de son père. Elle rejette entièrement le sexe masculin et parle de tous les hommes avec un dédain évident, sans laisser croire qu’elle pourrait avoir été en contact avec un homme bon et noble au cours de sa vie.  

#### Ornato di gran pregio e di valenza
Ce troisième sonnet fait partie d’un échange de sonnet entre deux interlocuteurs. Il s’agit d’une réponse de Compiuta Donzella à un sonnet reçu d’un admirateur anonyme. Il s’agirait toutefois du poète Chiaro Davanzati, dont plusieurs poèmes et sonnets dont il est l'auteur font mention de la poétesse florentine. Dans une première missive, l’homme s’adresse à elle en des termes élogieux, disant d’elle qu’elle est noble et bien éduquée. Il exprime son désir de se rapprocher d’elle et se requiert de l’intérêt de la destinataire envers lui. Dans sa réponse, la poétesse semble flattée des compliments reçus par l'homme mais n’est pas complétement d’accord, ce qu’elle exprime en émettant des opinions plus nuancées sur sa personne et son talent littéraire. Elle déclare appartenir à « l’amour » et vouloir obéir à celui-ci. Sa réponse est courtoise mais ne laisse pas transparaître un très grand enthousiasme. 
La réponse envoyée par l’admirateur laisse supposer que la poétesse a répondu rapidement au premier envoi, mais qu’il y a eu un plus long délai pour ce troisième échange. À ses yeux, son interlocutrice a démontré sa grande valeur en ne tardant pas à lui répondre, mais lui demande pardon de ne pas lui avoir accordé la même considération. Il ne s’estime plus digne de la compagnie de la femme ni de ses considérations futures. Aucune réponse de Compiuta Donzella n’a pu être trouvée et il n’est pas possible de savoir si cette correspondance a pu continuer, si la poétesse connaissait l’identité de l’homme ou s’ils ont se rencontrer.

### Style d’écriture
Dans ses textes, Compiuta Donzella fait la démonstration des pensées et des émotions ressenties par plusieurs jeunes femmes tout en les combinant avec les conventions de la poésie de cette époque. Ses mots décrivent la situation de ces femmes qui voient leur père faire des plans pour leur avenir en orchestrant sans les consulter. Le vocabulaire employé par la poétesse démontre une maîtrise dans l’écriture des vers du style provençal, un genre qui était admiré à son époque. La poétesse utilise son talent d'écrivaine pour explorer des questions qui lui sont personnelles, ou du moins qui le sont pour des consœurs de son entourage, et présente un aperçu inattendu dans la vie des femmes florentines au XIIIe siècle. Ses écrits sont d’ailleurs un moyen de mettre en lumière les difficultés rencontrées par ces femmes, notamment les mariages arrangés, qui pouvaient être basés sur des décisions économiques ou politiques par les familles des couples concernés. Des études récentes ont soulignés des liens évidents entre les deux premiers sonnets, comme si le second était la continuité du premier. Dans celui-ci, la voix féminine désire renoncer à l'amour marital que veux lui imposer son père, tandis qu'elle exprime le souhait de consacrer sa vie à aimer et à servir Dieu dans le deuxième sonnet. 
Son écriture limpide et la mélancolie qu’elle laisse transparaître dans ses vers s’alignent avec le style de poésie lyrique qui s’était développé dans la région durant cette période. Bien qu’il n’y ait aucune information qui permette d’en connaître davantage sur l’éducation qu'elle aurait reçue ou sur ses antécédents littéraires, le savoir démontré dans ses textes semble dépasser largement le niveau d’enseignement de l’époque. Cela est d’autant plus surprenant selon les historiens, puisque le sonnet fut inventé quelques décennies auparavant seulement.

## Réception

### Transmission et traduction
Les trois sonnets sont dans un seul manuscrit qui conservé en Italie, le Canzoniere Vaticano latino 3793. Il s’agit d’un recueil de 1000 chansons et sonnets composés par des auteurs italiens au XIIIe siècle. Parmi ceux-ci, les trois sonnets attribués à Compiuta Donzella sont les seuls à représenter la voix d’une femme et à avoir été écrit par l’une d’elles. D’autres poèmes sont rédigés pour personnifier une femme qui parle à la première personne, mais ils sont écrits par des hommes, un exercice littéraire qui n’était pas rare à cette époque. Ceci a vraisemblablement contribué à la croyance que Compiuta Donzella était en fait un homme qui souhaitait personnifier une femme dans ses écrits, tout en en utilisant un nom de plume qui permettait de cacher sa véritable identité. 
Les textes originaux, ou du moins ceux qui nous ont été transmis par le manuscrit subsistant, ont été rédigés en italien. Des traductions anglaises ont été produites, d’abord en 1988 par Paola Malpezzi Price dans son article « Uncovering women’s writings : two early Italien women poets », consacré à Compiuta Donzela et Nina Siciliana. Puis par Fabian Alfie en 2019 dans un article dédié à la poétesse de Florence. Il semble que les trois sonnets soient encore inédits en langue française, car aucune traduction n’a été trouvée jusqu’à présent. 

### Mentions
Même s’il y a peu très peu de détails concernant sa vie, Compiuta Donzella a été mentionnée par de nombreux auteurs et critiques. Maestro Torrigiano, un homme qui était son contemporain, a écrit deux sonnets à propos d’elle. En premier lieu, il se demande si la poétesse est surnaturelle ou miraculeuse, sans doute surpris de constater qu’elle puisse posséder un tel talent lyrique. Puis, il revient sur son questionnement en insinuant qu’elle a largement dépassé, selon lui, ce qui est attendu de la part d’une femme. De plus, l'auteur Guittone d’Azzaro, aurait adressé cinq lettres à la poétesse. Dans son article publié en 2014, Daniele Cerrato dresse la liste d’au moins sept auteurs de l’époque de Compiuta Donzella qui fait référence à elle dans leurs textes, sonnets ou chansons.
Compiuta Donzella a été présenté au monde littéraire par F.S. Quadrio au courant du XVIIIe siècle, puis ses publiés au siècle suivant, en 1840 puis en 1846. Quadrio dit d’elle qu’elle est une « poétesse de valeur pour son temps ». C’est toutefois le critique littéraire De Santis qui lui a permis d’entrer dans le patrimoine de la poésie italienne. Ses propos élogieux envers cette dernière sont toutefois ambigus, car il trouve miraculeux qu’une femme puisse écrire, en fonction de la place restreinte qu’elle occupe dans la société. 

### Remise en doute de son existence
Compiuta Donzella est loin de faire l’unanimité depuis le XIIIe siècle, car il y a eu deux camps chez les historiens et les critiques littéraires: ceux qui nient son existence et ceux qui reconnaissent son identité de poétesse. A. Borgognoni est sans doute son plus grand détracteur, même après avoir gagné une certaine notoriété chez les connaisseurs en poésie italienne. Non seulement il ne croit pas qu’une femme puisse avoir écrit les trois sonnets, il est aussi convaincu qu’elle n’a jamais existé. À son avis, si cela avait été le cas, elle aurait laissé des traces derrière elle, autres que les trois sonnets. Tous ces arguments ont par la suite été réfutés par Liborio Azzolina, qui a pu présenter plusieurs autres femmes ayant participé au paysage littéraire italien. Même si son existence n’est plus questionnée comme elle l’a déjà été, il reste encore certains débats la concernant. Les recherches effectuées sont toutefois beaucoup plus rigoureuses qu’elles ne l’étaient et laissent de côté plusieurs idées préconçues qui étaient observées dans les arguments de l’époque.